# 文淇
文淇（2003年8月10日—），本名陳文淇，女演員，出生于台灣臺北市，2007年隨父母移居中國大陸江蘇蘇州。文淇憑借電影《嘉年華》，提名第54屆金馬獎最佳女主角；憑借電影《血觀音》榮獲2017年第54屆金馬獎最佳女配角及2018年台北電影節最佳女配角。

## 演艺经历
文淇2003年8月10日出生于台北，2007年時陪同父母前往江蘇蘇州定居，奶奶是荷兰人。2009年成為平江實驗學校首屆藝術班的成員。2011年獲得新絲路中國少兒模特兒大赛大蘇州區最佳上镜獎及冠軍，之後獲得新絲路中國少兒模特兒大赛全國總冠軍。
2013年，韩雪在苏州为《淑女之家》方晓曦一角试镜，在没找到合适的小演员后因巧合在同一摄影棚的文淇叫去试镜，因为入戏很快一下子就哭出来，被韩雪相中最终出演该剧。2014年参演都市家庭喜劇《酷爸俏媽》。2016年客串青春電影《少年》。2017年10月1日，以電影《嘉年華》和《血觀音》分别提名第54屆金馬獎最佳女主角與最佳女配角，以14歲之年齡从而成为金马历史年龄最小的影后入围者（但此項紀錄已於2023年被12歲的林品彤以《小曉》打破）。10月27日憑藉電影《嘉年華》榮獲安塔利亞國際電影節第54屆金橘獎「最佳女演員獎」。11月25日以電影《血觀音》榮獲第54屆金馬獎最佳女配角獎，也是金馬獎女配角獎的第三位年輕獲獎者。2018年，根据天下霸唱同名小说改编的电视剧《天坑鹰猎》在优酷播出，文淇在剧中饰演鹰屯少女菜瓜。2017年12月22日，参演的电影《心理罪之城市之光》上映，文淇在片中饰演案件受害者廖亚凡。

## 參演作品

### 電影
| 年份   | 片名               | 角色         | 備註             |
| ------ | ------------------ | ------------ | ---------------- |
| 2013年 | 過山車             | 莎莎         |                  |
| 2016年 | 快手槍手快槍手     | 小女孩       |                  |
| 2016年 | 少年               | 林巧（童年） |                  |
| 2017年 | 嘉年華             | 小米         |                  |
| 2017年 | 血觀音             | 棠真         |                  |
| 2017年 | 心理罪之城市之光   | 廖亞凡       |                  |
| 2019年 | 大約在冬季         | 小念         |                  |
| 2019年 | 被光抓走的人       | 武小蕾       |                  |
| 2022年 | 妈妈               | 周夏         |                  |
| 2023年 | 她问               | 顾淮         | 短片，兼任“導演” |
| 2025年 | 想飛的女孩         | 方笛         |                  |
| 2025年 | 三滴血             | 李棋         |                  |
| 待上映 | 我看见两朵一样的云 | 小一         |                  |
| 待上映 | 少年时代           |              |                  |
| 待上映 | 一帆风顺           |              |                  |
| 待上映 | 余烬               |              |                  |
| 待上映 | 燃烧吧!爸爸        |              |                  |

### 電視劇
| 首播年份 | 劇名                   | 角色           | 備註       |
| -------- | ---------------------- | -------------- | ---------- |
| 2014年   | 淑女之家               | 方曉曦         |            |
| 2015年   | 酷爸俏媽               | 孫笑           |            |
| 2016年   | 擁抱幸福               | 周櫻桃         |            |
| 2018年   | 北国英雄               | 古琦鈴音       |            |
| 2018年   | 天坑鷹獵               | 菜瓜           |            |
| 2018年   | 音樂會                 | 金英子         |            |
| 2021年   | 生活家                 | 邱冬娜         |            |
| 2021年   | 致命願望               | 路里           | 網路劇     |
| 2023年   | 仿生人間               | 安秋           | 網路劇     |
| 2024年   | 錦衣夜行               | 謝雨霏（童年） | 2015年拍攝 |
| 2025年   | 異人之下之決戰！碧遊村 | 陈朵           | 網路劇     |
| 待播     | 新神雕侠侣             | 郭襄           |            |

### 综艺节目
- 2015年：中央電視台《最野假期》
- 2019年：腾讯视频《演员请就位》
- 2019年：浙江衛視《我就是演員之巔峰對決》
- 2022年：湖南卫视《向往的生活6》

## 獎項紀錄

### 模特兒
| 年份   | 比賽                           | 結果 |
| ------ | ------------------------------ | ---- |
| 2011年 | 國際小公主（王子）選拔賽少兒組 | 亞軍 |
| 2011年 | 新絲路中國少兒模特兒大賽       | 冠軍 |
| 2012年 | IMTA中美超模大赛少兒組         | 亞軍 |

### 電影
| 年份   | 典禮類型                      | 獎項             | 片名                       | 結果 |
| ------ | ----------------------------- | ---------------- | -------------------------- | ---- |
| 2017年 | 第1屆平遙國際電影展           | 特別表揚獎       | 《嘉年華》                 | 獲獎 |
| 2017年 | 第54屆安塔利亞國際電影節      | 最佳女演員金橘獎 | 《嘉年華》                 | 獲獎 |
| 2017年 | 第54屆金馬獎                  | 最佳女主角       | 《嘉年華》                 | 提名 |
| 2017年 | 第54屆金馬獎                  | 最佳女配角       | 《血觀音》                 | 獲獎 |
| 2018年 | 第20屆台北電影獎              | 最佳女配角       | 《血觀音》                 | 獲獎 |
| 2018年 | 第9屆青年電影手冊             | 年度女演員       | 《血觀音》                 | 獲獎 |
| 2018年 | 第9屆青年電影手冊             | 年度女演員       | 《嘉年華》                 | 獲獎 |
| 2018年 | 第2屆馬來西亞國際電影節       | 最佳女主角       | 《嘉年華》                 | 提名 |
| 2018年 | 第46屆貝爾格萊德國際電影節    | 最佳女演員       | 《嘉年華》                 | 獲獎 |
| 2018年 | 第9屆中國電影導演協會         | 年度女演員       | 《嘉年華》                 | 提名 |
| 2018年 | 第49屆美國納什維爾國際影展    | 最佳突破表演獎   | 《嘉年華》                 | 獲獎 |
| 2018年 | 第6屆十大華語電影             | 年度演員新人獎   | 《嘉年華》                 | 獲獎 |
| 2018年 | 第9屆浙江電影鳳凰獎           | 優秀女主角       | 《嘉年華》                 | 獲獎 |
| 2018年 | 第15屆廣州大學生電影節        | 最受歡迎女主角   | 《嘉年華》                 | 獲獎 |
| 2025年 | 第7屆亞洲內容大獎&全球OTT大獎 | 最佳女配角       | 《異人之下之決戰！碧遊村》 | 待定 |

## 外部連結
- 文淇的Instagram帳戶
- 文淇的新浪微博
- 文淇在豆瓣上的资料（简体中文）